# Völkersleier

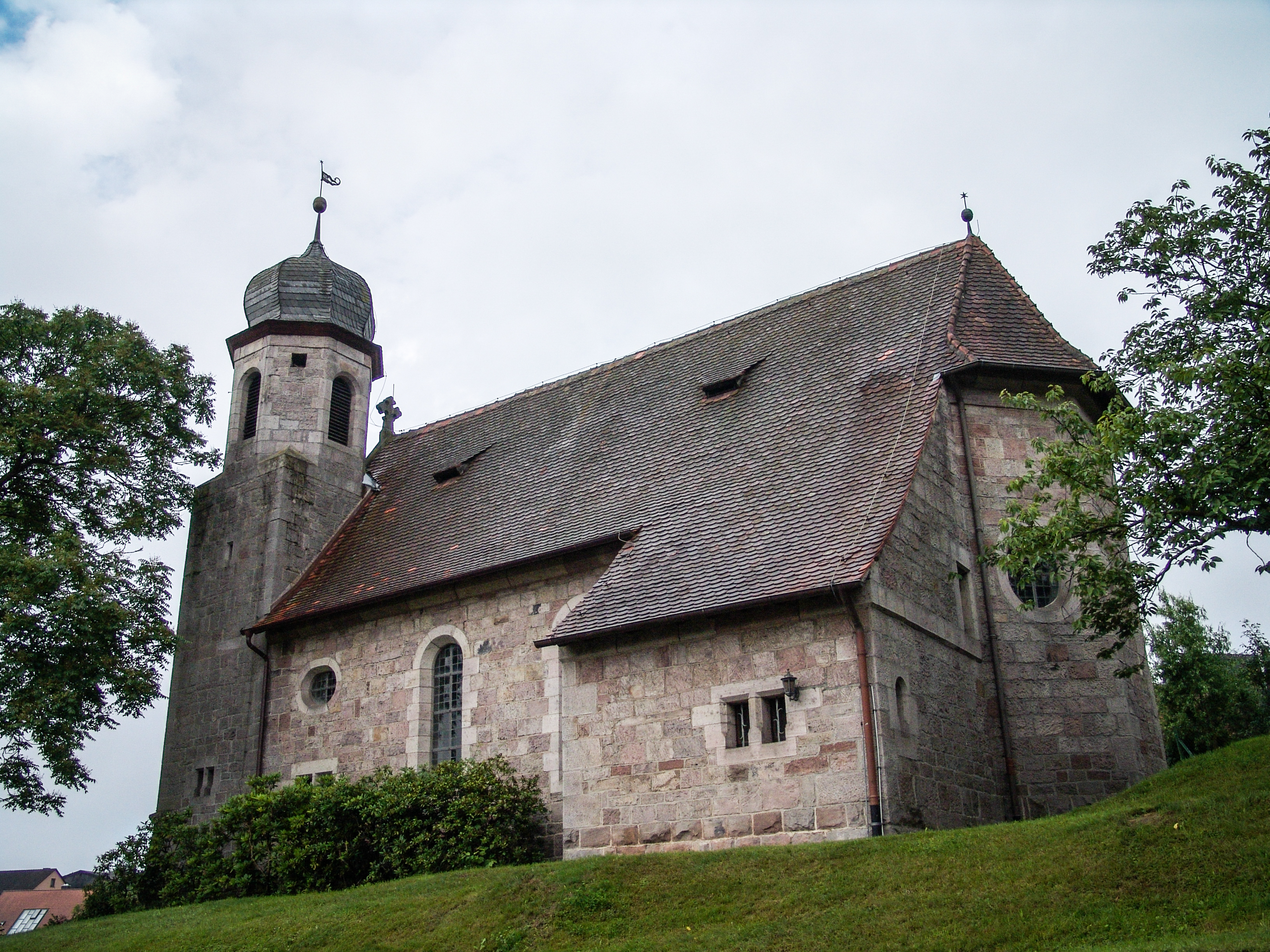
Kirche in Völkersleier

Völkersleier ist ein Gemeindeteil der Gemeinde Wartmannsroth im unterfränkischen Landkreis Bad Kissingen in Bayern.

## Geographische Lage
Das Kirchdorf Völkersleier liegt nördlich von Wartmannsroth. Die durch den Ort verlaufende Kreisstraße KG 27 führt in nordwestlicher Richtung nach Heiligkreuz und in südlicher Richtung nach Wartmannsroth.

## Geschichte
Der Ort entstand in der Karolingerzeit; erstmals urkundlich erwähnt wird er 1141.
In Völkersleier gab es seit dem 17./18. Jahrhundert eine jüdische Gemeinde. 1699 hatte Völkersleier 59 jüdische Einwohner. Eine Synagoge wurde im Jahr 1762 erbaut. 1817 bestanden 23 Matrikelstellen, die es jüdischen Männern erlaubte, mit ihren Familien am Ort zu wohnen und Handel zu treiben. 1847 hatte die Ortsgemeinde 105 jüdische Einwohner. Im 19. Jahrhundert wanderten viele Juden aus Völkersleier in die Vereinigten Staaten aus. An Einrichtungen besaß die jüdische Gemeinde eine Synagoge (Frohnstraße 4), eine Schule mit Lehrerwohnung und ein rituelles Bad (Mikwe). 1933 wohnten noch 33 jüdische Bürger in Völkersleier. Aufgrund der zunehmenden Repressalien durch den Nationalsozialismus verließen 11 den Ort, sodass es 1937 nur noch 24 jüdische Einwohner gab.
Im Zuge der Novemberpogrome kam es am Abend des 10. November 1938 um ca. 19 Uhr in Völkersleier zu einer barbarischen Gewaltaktion. Männer des SA-Sturms Hammelburg vollzogen in Völkersleier den Pogrombefehl Goebbels. Die Schläger drangen gewaltsam in die Häuser und Wohnungen der jüdischen Familien ein und zerschlugen in Sekundenschnelle mit Äxten und Beilen Fenster, Türen und das Mobiliar. Betten wurden mit SA-Dolchen aufgeschlitzt und aus dem Fenster geworfen. Kleidung, Geschirr und andere Gegenstände landeten auf der Straße.
Die Pogromtäter drangen auch in die Synagoge ein. Sie legten im Innenraum ein Feuer, das nach einiger Zeit wieder gelöscht wurde, zerstörten die Kultgegenstände und das Mobiliar der Synagoge und trieben anschließend die jüdischen Familien des Ortes, auch Frauen und Kinder, auf einen Lkw, auf dem bereits Juden aus Dittlofsroda aufgeladen waren. In Dittlofsroda hatte der SA-Sturm den Pogrom kurze Zeit vorher vollzogen. Die SA-Männer fuhren dann nachts mit den verhafteten Juden ins Amtsgerichtsgefängnis Hammelburg, das zu diesem Zeitpunkt mit jüdischen Inhaftierten aus dem gesamten Kreis Hammelburg überfüllt war. 
Am 10. November 1938 vollzog der 26-jährige Hammelburger SA-Sturmführer Karl Hartmann in allen jüdischen Gemeinden des Bezirks Hammelburg den Pogrombefehl. Die Pogrome dauerten den ganzen Tag lang, keine jüdische Gemeinde im Bezirk blieb verschont. Karl Hartmann, der 1911 im Lager Hammelburg geboren wurde, ist 1941 im Russlandkrieg gefallen und konnte für seine schweren Verbrechen nach 1945 nicht zur Verantwortung gezogen werden. Am Pogrom in Dittlofsroda und Völkersleier waren nach Augen- und Zeitzeugenberichten auch Männer der SA und NSDAP aus Neuwirtshaus, Schwärzelbach und Waizenbach beteiligt, auch Männer des eigenen Ortes.
Nachdem Novemberpogrom von 1938 verließen 17 jüdische Einwohner Völkersleier und wanderten in die USA, nach Palästina, Holland oder in größere deutsche Städte aus. Anfang 1940 gab es noch 12 jüdische Einwohner, von denen sechs nach Würzburg verzogen. Von den letzten sechs Juden am Ort wurden vier im April 1942 ins Ghetto Izbica (Polen) deportiert und dort ermordet; die beiden letzten jüdischen Einwohner kamen im September 1942 in das KZ Theresienstadt.
Insgesamt wurden 19 jüdische Frauen und Männer aus Völkersleier Opfer des Holocaust: Elsa Adler geb. Berliner (* 1903), Else Adler geb. Bergmann (* 1894), Herbert Leo Adler (* 1929), Pauline Adler geb. Schuster (* 1872), Jettchen Bamberger geb. Ring (* 1895), Emanuel Bergmann (* 1880), Frieda Bergmann (* 1922), Fritz Bergmann (* 1888), Pauline Bergmann (* 1887), Regina Bergmann geb. Goldschmidt (* 1895), Viktor Bergmann (* 1869), Frieda Berliner geb. Hamburger (* 1872), Meier Berliner (* 1873), Settchen Neumann geb. Stern (* 1868), Markus Max Ring (* 1868), N.N. Stern geb. Jakobs (geb. ca. 1895), Hannelore Stern (geb. ?), Marga Stern (* 1923), Max Stern (* 1892).
Heute erinnert eine Gedenktafel am Gemeindehaus in Völkersleier (Rhönstraße 18) an die einstige jüdische Gemeinde (1699–1942) und Synagoge (1762–1938), die in den 1970er Jahren abgerissen wurde. Die Inschrift der Gedenktafel lautet: „In Völkersleier bestand eine Jüdische Kultusgemeinde, deren Synagoge sich in der Fronstraße 4 befand, und deren Inneneinrichtung in der Pogromnacht 1938 zerstört wurde. Die Gemeinde gedenkt ihrer ehemaligen jüdischen Mitbürger. Zur Erinnerung und Mahnung“. 
Die katholische St. Sebastian-Kirche des Ortes entstand im Jahr 1906. Der Bau der heutigen evangelischen Kirche des Ortes wiederum wurde im Jahr 1920 vollendet.
Am 1. Januar 1972 wurde die ehemalige Gemeinde Völkersleier, zu der auch das Dorf Heckmühle gehörte, im Zuge der Gebietsreform in Bayern in die Gemeinde Wartmannsroth eingegliedert. Völkersleier und Wartmannsroth gehörten zu dem am 1. Juli 1972 aufgelösten Landkreis Hammelburg. 